# Väderstad
Väderstad est une localité de Suède dans la commune de Mjölby située dans le comté d'Östergötland.
Sa population était de 587 habitants en 2019.